# روبن سانتياجو-هدسون
روبن سانتياجو-هدسون (بالإنجليزية: Ruben Santiago-Hudson)‏ (و. 1956  م) هو كاتب مسرحي، وممثل مسرحي، وممثل أفلام، وممثل تلفزي، وكاتب سيناريو، ومؤدي أصوات أمريكي، ولد في لاكاوانا.

## التعليم
تعلم في جامعة بينغامتون.

## جوائز
حصل على جوائز منها:
- جائزة توني لأفضل ممثل في مسرحية  [لغات أخرى]‏ (1996).

## وصلات خارجية
- روبن سانتياجو-هدسون على موقع IMDb (الإنجليزية)
- روبن سانتياجو-هدسون على موقع ألو سيني (الفرنسية)
- روبن سانتياجو-هدسون على موقع ميوزك برينز (الإنجليزية)
- روبن سانتياجو-هدسون على موقع أول موفي (الإنجليزية)
- روبن سانتياجو-هدسون على موقع قاعدة بيانات برودواي على الإنترنت (الإنجليزية)
- روبن سانتياجو-هدسون على موقع قاعدة بيانات الأفلام السويدية (السويدية)
- روبن سانتياجو-هدسون على موقع قاعدة بيانات الفيلم (الإنجليزية)
- روبن سانتياجو-هدسون على موقع كينوبويسك (الروسية)